# Петричка българска община
Петричката българска община е гражданско-църковно сдружение на българите екзархисти, създадено в 1868 година в град Петрич, тогава в Османската империя.

## История
По времето на Възраждането Петрич се изправя за нов живот. В него се разгаря упорита борба срещу гърцизма за налагане на българския език в училището църквата. През 1857 година с труда и средствата на цялото християнско население от града се изгражда църквата „Света Богородица“. В храма се въвежда богослужение на гръцки език, а в двора му се разкрива гръцко училище. През 1868 година завършва строежът на първата българска църква „Свети Николай“, която се превръща в център на борбите на българското население срещу гръцката пропаганда. През същата година в Петрич е основана и първата българска църковна община, която се утвърждава в главен обединителен център на българите в Петричко. Първоначално тя е градска и обслужва главно българското население в града. През 1872 година тя прераства в казалийска (околийска) и обединява българите в Петричка каза. През 1870 и 1872 година общината предприема две мащабни акции за присъединяване на Петричко към Българската екзархия.
С нейно съдействие в 1873 година се открива първото новобългарско училище от йеродякон Агапий Войнов от Кюстендил. След него до 1876 година, като учители в града работят Ефтим Поптраянов от Пехчево и Димитър Филипов от Радовиш. В 1876 година след Априлското въстание българското училище е затворено, а гръцкият силогос изпраща в Петрич безплатен гръцки учител.
По силата на Санстефанския мирен договор от 1878 година градът влиза в пределите на освободена България. На 20 май 1878 година Петричката българска община се присъединява към Мемоара на българските църковно-училищни общини в Македония до Великите сили с искане за влизане в сила на Санстефанския договор и присъединяване на Македония към България, с подписите на Стоян Георгиев и Георги Урумов. Съгласно клаузите на Берлинския договор Петрич е върнат обратно на Османската империя, където остава до 1912 година.
В 1881 година Урумов от Радовиш прави неуспешен опит да отвори отново българското училище. Училището е отворено от Лазар Теофанов от Мелник, но скоро той е изпратен от властите с белезници на ръце в Сяр. Едва на следната 1882 година училището отворя врати, като главен учител в града става Кочо Мавродиев с помощник Димитър Филипов. Мавродиев има големи заслуги за развитието на българското културно и просветно дело в Петрич и Петричко. Той е основоположник на класното и девическото училище в града. По негова инициатива на 11 май 1889 година за първи път се празнува празникът на славянската писменост.
С писмо от 28 юни 1885 година, общината уведомява екзарх Йосиф, че някои от петричките първенци имат намерение да приемат унията, за да запазят българското училище, чийто съществуване е застрашено от гръцкия владика. Те дори влизат във връзка с българския униатски владика Лазар Младенов. Екзархът увещава общината да не допуска унията да проникне в града, защото правителството няма да позволи затварянето на училището.
През 1892 година мнозинството от българите в Петричко преминават под ведомството на Българската екзархия. С телеграма на великия везир от 19 януари 1892 година на населението на Серския санджак, признаващо върховенството на Екзархията се разрешава свободно да изрази волята си. През април същата година е избрана първата официално призната от османските власти екзархийска община под председателството на иконом Христо Поптрендафилов. Към нея е създадено училищно настоятелство, което поема грижите за поддържането и развитието на просветното дело в града и региона.
В 1901 година учители в града са Стоян Трушков (главен учител), Христо Динев, Иван Кьосев, Филипа Димитрова. През периода 1899 – 1902 година просветният деец Христо Телятинов председателства Петричката българска община, където полага големи усилия за укрепване на екзархийското църковно и училищно дело.
Особено плодотворен за общината е периодът 1904 – 1908 година, когато начело с йеромонах Горазд тя постига забележителни резултати. Общинското ръководство полага големи грижи за напредъка на просветното дело в града и околията. През 1906 година петричкото класно училище се превръща от двукласно в трикласно.
На 2 юли 1908 година е избран за председател на Петричката българска община българският революционер и духовник Иван Антонов. Като председател на община Антонов полага усилия за утвърждаване на екзархийското дело в Петричко.
Към октомври 1911 година учители в Петрич са: Димитър Н. Чочов (и.д. главен учител), Стоян Трушков, Панде Попдимитров, Елена Янева, Констанца Попхристова, Сотир Гребенаров, Тодор Стоянов, Магдалина Хаджиделева, Никола Тимев, Димитър Григоров и Виктория Шумкова.
Последен председател на общината до установяването на българско гражданско управление в града е йеромонах Климент Кьосев.
Председатели на общината
| Име                   | Години      |
| --------------------- | ----------- |
| Христо Поптрендафилов | 1892 – 1895 |
| Николай Шкутов        | 1895 – 1897 |
| ?                     | 1897 – 1898 |
| Христо Телятинов      | 1898 – 1902 |
| Александър Захариев   | 1902 – 1903 |
| Георги Шуманов        | 1903 – 1904 |
| Горазд                | 1904 – 1908 |
| Иван Антонов          | 1908 – 1910 |
| Никола Коцев          | 1910 – 1911 |
| Климент Кьосев        | 1911 – 1913 |